# Attaque (escrime)

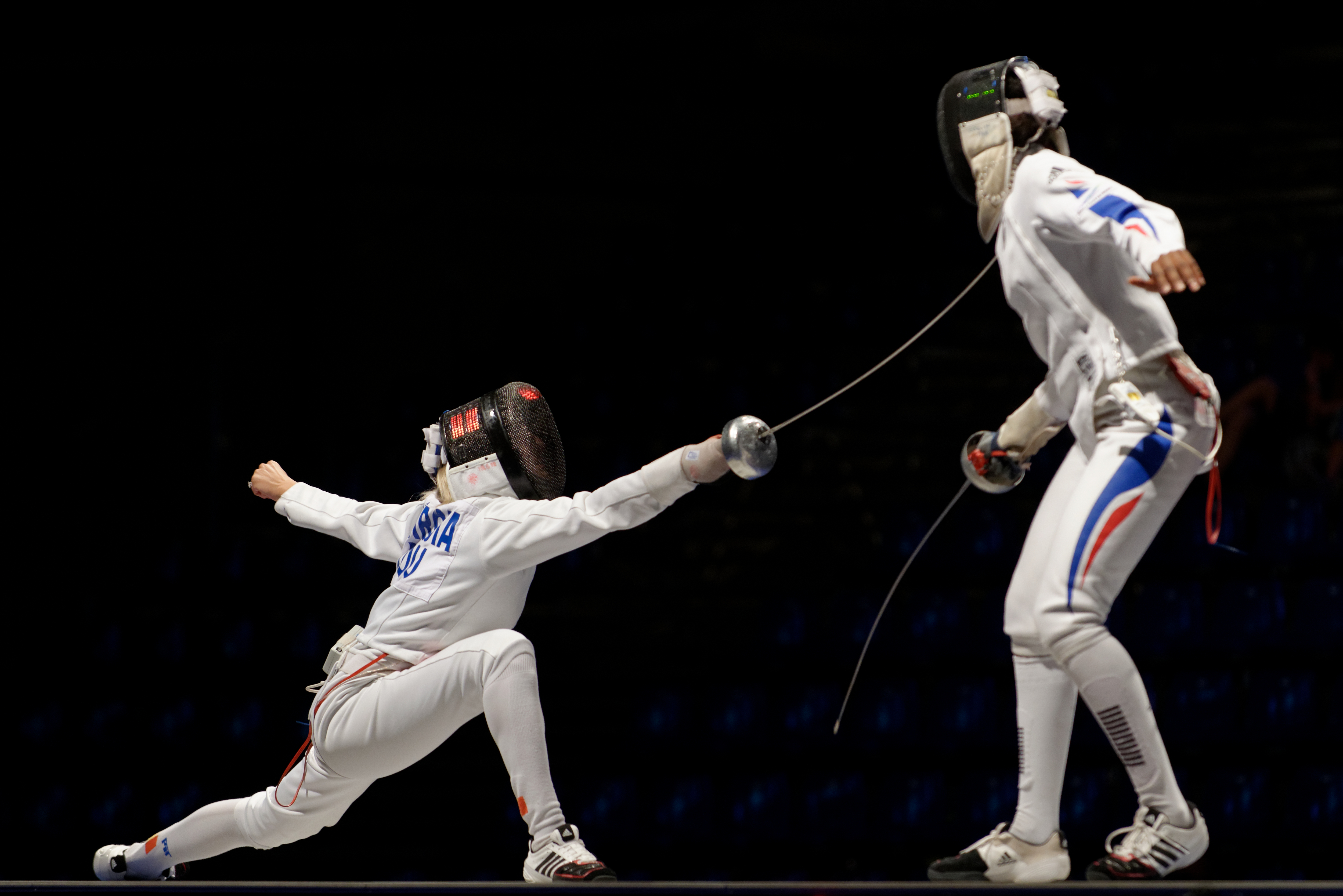
Raluca Cristina Sbârcia (à gauche) se fend sur Joséphine Jacques-André-Coquin, championnats du monde d'escrime 2013

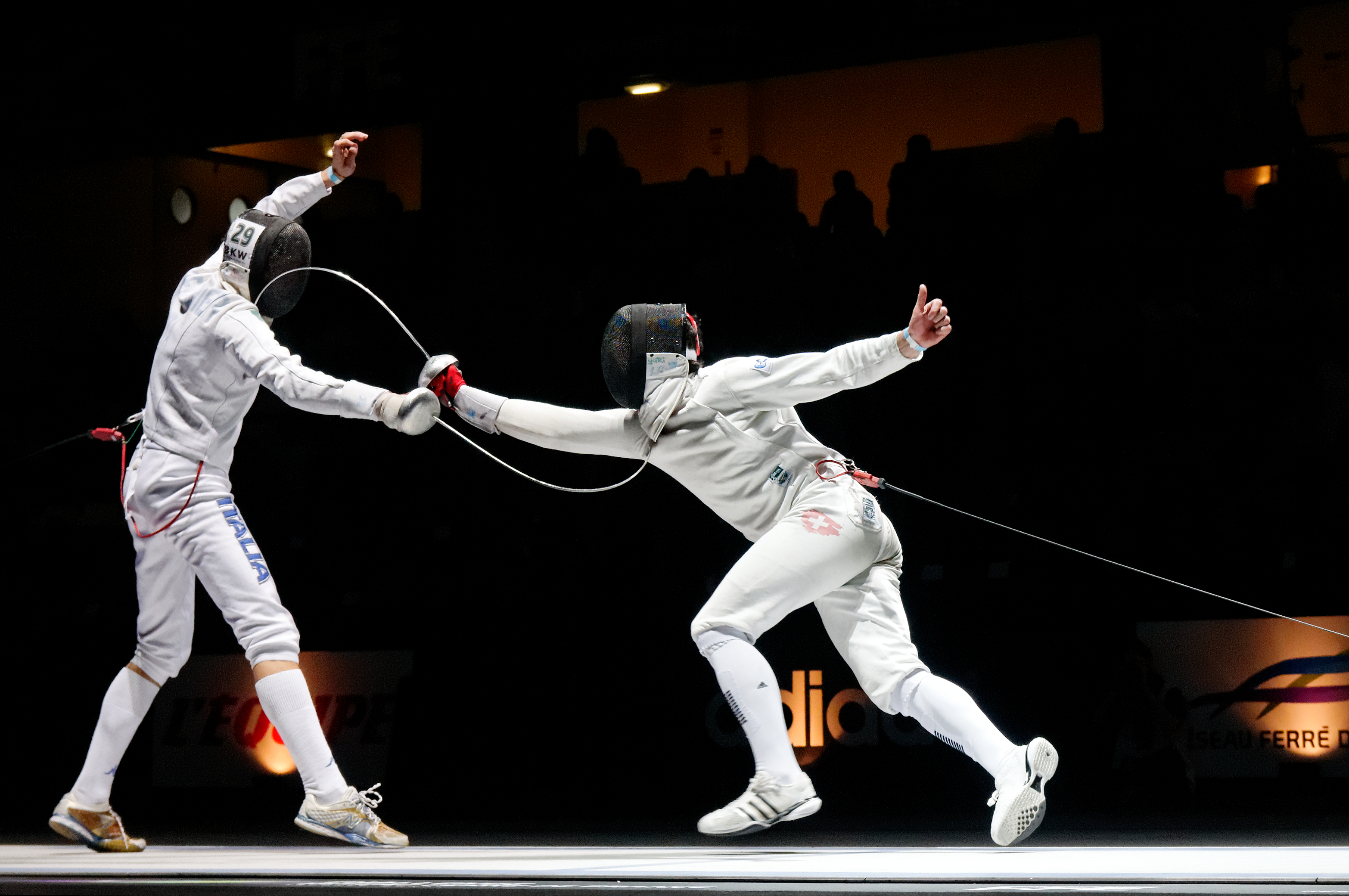
Fabian Kauter (droite) touche en attaquant en flèche Diego Confalonieri, Challenge Monal 2012

Pour les articles homonymes, voir Attaque.
En escrime, l'attaque est l'action offensive initiale qui s'effectue en allongeant le bras, la pointe menaçant la
surface valable et coordonnée avec une progression des appuis vers l'avant (fente, flèche). Cette action donne la priorité aux armes conventionnelles (fleuret et sabre).
L'attaque peut être simple (effectuée en un seul temps) ou composée (précédée d'une ou plusieurs feintes).
Il existe trois attaques simples :
- Le coup droit, c'est-à-dire porter la touche en allongeant le bras et se fendre (ou en faisant une flèche que nous pouvons faire en minime) tout en restant dans la même ligne (côté de la lame adverse).
- Le coupé, c'est-à-dire porter la touche en changeant de ligne (côté de la lame adverse) en faisant passer sa lame par la pointe de la lame de l'adversaire en se fendant (ou en faisant une flèche).
- Le dégagement, c'est-à-dire porter la touche en changeant de ligne (côté de la lame adverse) en faisant passer sa lame autour de la coquille de l'arme de l'adversaire en se fendant (ou en faisant une flèche).

Ces trois attaques simples peuvent avoir été précédées de feinte ; on parle alors d'attaques composées : les plus utilisées sont le « une-deux » et le « doublé » (une feinte de dégagé ou de coupé suivi d'un dégagé (appelé « trompement » qui consiste à éviter la parade adverse), la feinte de coup droit-dégagé, la feinte de coupé-coupé... tout ceci en changeant de ligne horizontale et/ou verticale et/ou diagonale.
L'attaque, simple ou composée, peut être précédée de préparations d'attaque. On distingue :
- Les attaques au fer : elles ont pour objet d'écarter le fer adverse sans forcément le maîtriser. On distingue : le battement, la pression, le froissement.
- Les prises de fer : elles ont pour objet d'écarter le fer adverse en conservant la maîtrise jusqu'à la touche. On distingue : l'opposition, le liement, le croisé, l'enveloppement.

Le contact des fers, l'engagement, peut permettre au tireur avant l'attaque de juger son adversaire et notamment de prévoir ses coups.
La sensation tactile correspondante (plus efficace que le regard) se nomme en escrime le « sentiment du fer ». Dans l'escrime moderne, l'engagement devient de plus en plus rare, mais le « sentiment du fer » conserve sa valeur lors des autres occasions de contacts des fers (parade, prise de fer, ...)